# Klára Benešovská
Klára Benešovská, rozená Fischerová (28. února 1950, Znojmo) je česká historička umění, medievalistka se specializací se na umění gotické doby, především na architekturu a architektonickou plastiku, dlouholetá vědecká pracovnice Ústavu pro teorii a dějiny umění ČSAV.

## Život a kariéra
Narodila se v rodině znojemského sochaře a medailéra Jana Tomáše Fischera (1912–1957). V letech 1968-1970 vystudovala dějiny umění a  klasickou archeologii na Filozofické fakultě Univerzity J. E. Purkyně v Brně (prof. Albert Kutal, prof. Václav Richter a Zdeněk Kudělka) a v letech 1970-1973 na filozofické fakultě Univezity Karlovy v Praze, kde také v roce 1975 získala doktorát. Společně s Helenou Soukupovou se v oboru středověké architektury vzdělávala soukromě i na DAMU u Doc. Václava Mencla, prvním výstupem jejich spolupráce byla knížka Předrománská a románská architektura v západních Čechách.
Do praxe nastoupila po mateřské dovolené a v letech 1976–1981 pracovala ve Středočeském podniku pro obnovu a konzervaci památek, kde se setkala s architektem Petrem Chotěborem, s nímž také později spolupracovala. V letech 1983–1987 absolvovala vědeckou aspiranturu v Ústavu dějin umění Československé akademie věd v Praze, kam v roce 1989 nastoupila do oddělení středověkého umění. V roce 1990 obhájila kandidátskou disertaci pod titulem Královští stavebníci na dvoře Jana Lucemburského.
Od roku 1989 působí jako vědecká pracovnice ústavu v Oddělení umění středověku, které až do roku 2016 vedla. 

## Projekty
Podílela se na desítkách projektů a na 254 publikacích, z nichž k nejvýznamnějším patří:
- 2001 spoluautorka a kurátorka výstav a katalogu  Deset století architektury (Pražský hrad 2001, oddíly Románská architektura, Gotika)
- 2003 - spoluautorka a kurátorka stálé expozice a publikace Příběh pražského hradu (Pražský hrad, Starý palác)
- 2011 - autorka a kurátorka výstavy v Domě U zvonu a katalogu Královský sňatek. Eliška Přemyslovna a Jan Lucemburský - 1310
- 2016 - spoluautorka a kurátorka výstavy Slovanský klášter Karla IV. Zbožnost, umění, vzdělanost, Emauzský klášter v Praze, 6.5. – 21.11. 2016
- 2017/2021 – Imago, imagines: Výtvarné dílo a proměny jeho funkcí ve středověku v českých zemích; dvousvazková publikace, sestavená společně s Kateřinou Kubínovou a grafikem Pavlem Štefanem, vyšla roku 2021, byla nakladatelstvím Academia vyhlášena Knihou roku 2021[2]